# レオン・ミンクス
レオン・（フョードロヴィチ・）ミンクス（Léon Fedorovich Minkus, 1826年3月23日 ブルノ近郊 - 1917年12月7日 ウィーン）はオーストリア帝国出身で、ロシア帝国で活躍した作曲家・劇場指揮者・ヴァイオリニスト。19世紀のバレエ作曲家では最も人気のある一人。本名はルートヴィヒ・アロイジウス・ミンクス（Ludwig Aloisius Minkus）といい、ポーランド人とチェコ人の血筋が入っているとされる。振付師マリウス・プティパの協力を得て、20年近くにわたってペテルブルクのロシア帝室バレエ（現マリインスキー・バレエ）のために舞踊音楽を作曲した。
ミンクスの最も著名なバレエ音楽には、「ドン・キホーテ」（1869年）、「ラ・バヤデール」（1877年）、「パキータ」（1881年）の3曲があり、これらは今日でも世界中で、プロフェッショナルのバレエ団の基本の演目となっている。また、1884年にアドルフ・アダンの「ジゼル」を、1885年にはフェルディナン・エロールの「ラ・フィユ・マル・ガルデ（リーズの結婚） 」を改作した。この2曲のミンクス版は、現在でもロシアでは上演されている。

## 主要作品

### バレエ作品
- パキータ　デルデヴェスとの合作
- 泉　ドリーブとの合作
- ドン・キホーテ
- ラ・バヤデール